# Гренвілл (Нью-Мексико)
Гренвілл (англ. Grenville) — селище (англ. village) в США, в окрузі Юніон штату Нью-Мексико. Населення — 22 особи (2020).

## Географія
Гренвілл розташований за координатами 36°35′35″ пн. ш. 103°36′48″ зх. д. / 36.59306° пн. ш. 103.61333° зх. д. (36.593066, -103.613416).  За даними Бюро перепису населення США в 2010 році селище мало площу 1,61 км², уся площа — суходіл.

## Демографія
Згідно з переписом 2010 року, у селищі мешкало 38 осіб у 14 домогосподарствах у складі 12 родин. Густота населення становила 24 особи/км².  Було 15 помешкань (9/км²).
Расовий склад населення:
| - 94,7 % — білих - 5,3 % — осіб інших рас |

До двох чи більше рас належало 0,0 %. Частка іспаномовних становила 5,3 % від усіх жителів.
За віковим діапазоном населення розподілялося таким чином: 28,9 % — особи молодші 18 років, 63,2 % — особи у віці 18—64 років, 7,9 % — особи у віці 65 років та старші. Медіана віку мешканця становила 44,5 року. На 100 осіб жіночої статі у селищі припадало 153,3 чоловіків;  на 100 жінок у віці від 18 років та старших — 107,7 чоловіків також старших 18 років.
Середній дохід на одне домашнє господарство  становив 75 420 доларів США (медіана — 75 000), а середній дохід на одну сім'ю — 75 420 доларів (медіана — 75 000). 
Цивільне працевлаштоване населення становило 19 осіб. Основні галузі зайнятості: освіта, охорона здоров'я та соціальна допомога — 36,8 %, сільське господарство, лісництво, риболовля — 31,6 %, транспорт — 10,5 %, оптова торгівля — 10,5 %.